# Cochemiea dioica

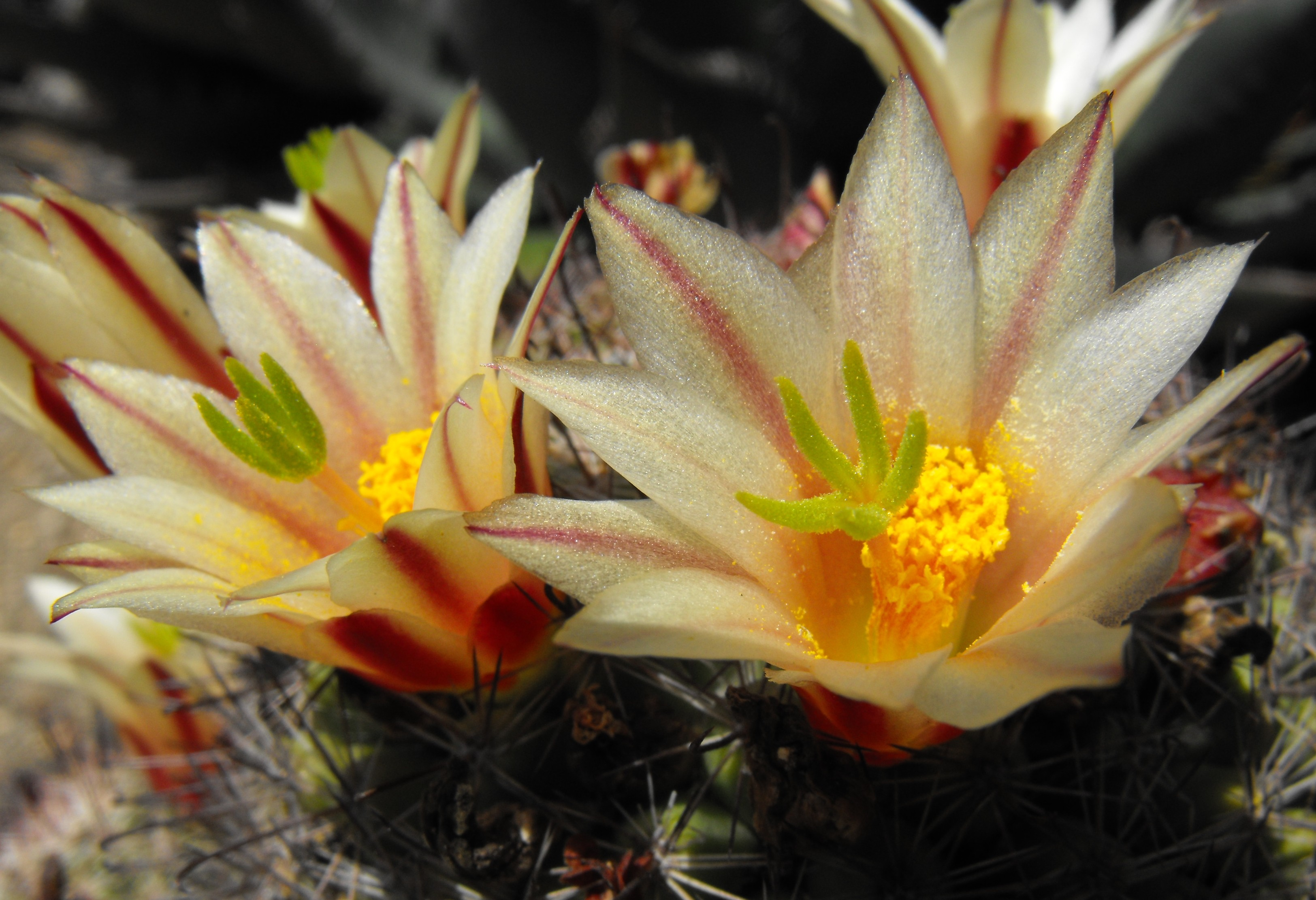
Blüten

Cochemiea dioica ist eine Pflanzenart aus der Gattung Cochemiea in der Familie der Kakteengewächse (Cactaceae). Das Artepitheton dioica stammt aus dem Lateinischen und bedeutet ‚zweihäusig‘.

## Beschreibung
Cochemiea dioica wächst einzeln oder sprossend. Die blaugrünen, zylindrischen Triebe mit gerundetem Scheitel werden bis zu 33 Zentimeter hoch und 3 bis 7 Zentimeter im Durchmesser groß. Die kurzen zylindrisch geformten Warzen sind fest und ohne Milchsaft. Die mit Wolle besetzten Axillen haben 4 bis 15 Borsten, die so lang sind wie die Warzen. Die 1 bis 4 Mitteldornen (manchmal auch fehlend) sind braun bis bräunlich schwarz, nadelig, abstehend, kräftig. Sie sind den Randdornen ähnlich, der unterste gehakt, der oberste gerade aufsteigend und 0,8 bis 1,5 Zentimeter lang. Die 11 bis 22 Randdornen sind nadelig, gerade, weiß und 0,5 bis 0,7 Zentimeter lang.
Die Blüten sind trichterförmig 1 bis 3 Zentimeter lang und funktionell zweihäusig (Diözie), worauf auch der Name hindeutet. Sie sind weiß bis zu gelblich weiß, manchmal mit rotem Mittelstreifen. Die Früchte sind keulig oder eiförmig und scharlachrot. Sie enthalten schwarze Samen.

## Verbreitung, Systematik und Gefährdung
Cochemiea dioica ist in den USA im Bundesstaat Kalifornien sowie in den mexikanischen Bundesstaaten Sonora, Baja California und Baja California Süd verbreitet.
Die Erstbeschreibung als Mammillaria dioica erfolgte 1897 durch Mary Katharine Brandegee. Alexander Borissovitch Doweld stellte die Art im Jahr 2000 in die Gattung Cochemiea. Weitere nomenklatorische Synonyme sind Neomammillaria dioica (K.Brandegee) Britton & Rose (1923), Ebnerella dioica (K.Brandegee) Buxb. (1951) und Chilita dioica (K.Brandegee) Buxb. (1954).
In der Roten Liste gefährdeter Arten der IUCN wird die Art als „Least Concern (LC)“, d. h. als nicht gefährdet geführt.

## Nachweise